# Gaalkayo
Gaalkayo (somálsky psáno Gaalkacyo, arabsky جالكعيو), v době italské nadvlády nazývané Rocca Littorio, je město ve středním Somálsku, hlavní město regionu Mudug. V současnosti je rozděleno na dvě části: severní patří do autonomního státu Puntland, jižní je spravována autonomním regionem Galmudug. Současný počet obyvatel se odhaduje na víc než půl milionu, zaznamenává však rychlý nárůst. Město disponuje mezinárodním letištěm.